# Чемпионат СССР по шоссейно-кольцевым автомобильным гонкам 1960
Чемпионат СССР по шоссейно-кольцевым автомобильным гонкам 1960 года (Первенство СССР по шоссейно-кольцевой гонке) состоял из двух этапов.

## Обзор
Перед сезоном 1960 года в СССР была введена новая классификация гоночных автомобилей, которая включала формулу 1, формулу 3 и формулу «Юниор». Впервые чемпионат СССР прошёл в два этапа и впервые эти гонки были проведены на коротких трассах — чемпионаты 1955—1959 годов проводились на кольцевой трассе под Минском длиной 44,1 км. Был введён запрет на участие в гонках спортивных автомобилей с экипажем из водителя и механика. В мае состоялась последняя в истории советского автоспорта линейная гонка.
Введенная в СССР формула 1 номинально совпадала с международной и ограничивала рабочий объем двигателей 2500 см³. Все советские гоночные автомобили были оснащены двигателями ГАЗ-21 объёмом 2445 см³. Наиболее удачными конструкциями из них были переднемоторные автомобили ГМ-20 и ГА-22 конструкции Шахвердова. Также в гонках участвовали и другие самодельные автомобили. Заднемоторную компоновку имел лишь «Вана Тоомас» («Старый Тоомас») таллинского автомотоклуба ДОСААФ.
Регламент формулы 3 ограничивал максимальный рабочий объём двигателей 500 см³. Это давало возможность использовать мотоциклетные двигатели, в советских гонках применялись моторы ИМЗ-М52С (494 см³), которые развивали около 40 л. с. при 7000 об/мин. В 1960 году в этом классе продолжали использоваться построенные несколькими годами ранее автомобили «Звезда-500» и ГА-500. Их вытесняли новые машины — НАМИ-041М и три автомобиля «Эстония-1», «Эстония-2» и «Эстония-3», построенные на таллиннском авторемонтном заводе (ТОАРЗ).
Международная формула «Junior» ограничивала объем двигателя 1000 или 1100 см³ в зависимости от массы автомобиля. Так как в СССР не существовало серийных двигателей подходящего для гонок рабочего объёма, то ФАМС был введён и лимит в 1360 см³: мотором «Москвич-407» (1358 см³) были оснащены все автомобили советской формулы «Юниор». Эти самодельные машины не имели названия или индекса и не отличались высоким качеством изготовления. Исключение — КВН-1300Г ленинградца В. Н. Косенкова.
В классификации спортивных автомобилей взамен трёх групп были введены четыре:
- Группа А (рабочий объём более 3000 см³) — автомобили ЗИЛ-112/4 и −112/5 и новый КВН-3500С конструкции В. Н. Косенкова с двигателем ГАЗ-12.
- Группа Б (рабочий объём 2300—3000 см³) — автомобили с двигателями ГАЗ-21 (КВН-2500С, Ленинград).
- Группа В (рабочий объём 1600—2300 см³) — автомобили с двигателями ГАЗ-20 (самодельные машины, немного отличавшиеся от серийных «Побед»).
- Группа Г (рабочий объём до 1600 см³) — автомобили с двигателями «Москвич-407». Группа почти целиком состояла из серийных «Москвичей», оснащённых форсированными двигателями; единственный спортивный автомобиль — «Москвич-СА» Карла Галыгина.

В 1960 году состоялось 7 гонок, две из которых шли в зачёт чемпионата СССР.
Аббревиатурой АСК обозначены автомобили собственной конструкции.
| Дата           | Гонка                          | Трасса                    |
| -------------- | ------------------------------ | ------------------------- |
| 29 мая         | Гонки на приз открытия сезона  | Невское кольцо            |
| 12 июня        | Чемпионат Ленинграда           | Невское кольцо            |
| 31 июля        | Гонки на приз общества «Калев» | Пирита-Козе-Клоостриметса |
| 28—29 августа  | Чемпионат СССР, 1 этап         | Невское кольцо            |
| 10—11 сентября | Чемпионат СССР, 2 этап         | Иру-Люкати-Клоостриметса  |
| 2 октября      | Гонки на приз газеты «Смена»   | Невское кольцо            |
| 23 октября     | Гонки на приз закрытия сезона  | Невское кольцо            |

## 1 этап
Невское кольцо (Ленинград). Длина круга: 3,3 км.

### 28 августа

#### Группа Г
- Дистанция гонки: 31 круг (102,3 км)
- Быстрейший круг: Виктор Галкин (2 мин 08 с = 92,81 км/ч)
- Стартовали: 9 гонщиков
- Финишировали: 7 гонщиков
- Все автомобили оснащены двигателями Москвич-407

| Место | Гонщик            | Город      | Автомобиль  | Двигатель   | Спортивное общество | Результат                    |
| ----- | ----------------- | ---------- | ----------- | ----------- | ------------------- | ---------------------------- |
| 1     | Карл Галыгин      | Москва     | Москвич-СА  | Москвич-407 | Советская Армия     | 1 ч 08 мин 56 с = 89,04 км/ч |
| 2     | Евгений Веретов   | Москва     | Москвич-407 | Москвич-407 | Труд                |                              |
| 3     | Николай Апполонов | Москва     | Москвич-407 | Москвич-407 | Труд                |                              |
| 4     | нет данных        | нет данных | нет данных  | нет данных  | нет данных          |                              |
| 5     | Виктор Галкин     | Мытищи     | Москвич-407 | Москвич-407 | ДОСААФ              |                              |
| 6     | нет данных        | нет данных | нет данных  | нет данных  | нет данных          |                              |
| 7     | Александр Терёхин | Москва     | Москвич-407 | Москвич-407 | Труд                |                              |
| НК    | Юрий Федотов      | Москва     | Москвич-407 | Москвич-407 | Труд                |                              |
| НФ    | Юрий Чвиров       | Москва     | Москвич-407 | Москвич-407 | Труд                |                              |

#### Группа В
- Дистанция гонки: 31 круг (102,3 км)
- Быстрейший круг: Владимир Птушкин (2 мин 02 с = 97,38 км/ч)
- Стартовали: 15 гонщиков
- Финишировали: 8 гонщиков
- Все автомобили — собственной конструкции

| Место | Гонщик               | Город      | Двигатель  | Спортивное общество | Результат                    |
| ----- | -------------------- | ---------- | ---------- | ------------------- | ---------------------------- |
| 1     | Отари Гарсеванишвили | Тбилиси    | ГАЗ-20     | ДОСААФ              | 1 ч 06 мин 40 с = 92,07 км/ч |
| 2     | Аштам Оганезов       | Тбилиси    | ГАЗ-20     | ДОСААФ              |                              |
| 3     | Евгений Парфенов     | Москва     | ГАЗ-20     | Спартак             |                              |
| 4     | нет данных           | нет данных | нет данных | нет данных          | нет данных                   |
| 6     | Вадим Виноградов     | Москва     | ГАЗ-21     | Спартак             |                              |
| 7—13  | нет данных           | нет данных | нет данных | нет данных          | нет данных                   |
| НФ    | Владимир Птушкин     | Москва     | ГАЗ-20     | Спартак             | 29 кругов (двигатель)        |
| НФ    | Константин Черкашин  | Тбилиси    | ГАЗ-20     | ДОСААФ              | 16 кругов (сцепление)        |

#### Группа Б
- Дистанция гонки: 31 круг (102,3 км)
- Быстрейший круг: Виктор Марейкин (1 мин 50 с = 108,00 км/ч)
- Стартовали: 9 гонщиков
- Финишировали: 6 гонщиков

| Место | Гонщик              | Город      | Автомобиль | Двигатель  | Спортивное общество | Результат                     |
| ----- | ------------------- | ---------- | ---------- | ---------- | ------------------- | ----------------------------- |
| 1     | Виктор Марейкин     | Ленинград  | КВН-2500С  | ГАЗ-21     | Спартак             | 1 ч 01 мин 03 с = 100,54 км/ч |
| 2     | Антон Соболев       | Ленинград  | АСК        | ГАЗ-21     | Спартак             |                               |
| 3     | Николай Сорочинский | Ленинград  | КВН-2500С  | ГАЗ-21     | Спартак             |                               |
| 4—9   | нет данных          | нет данных | нет данных | нет данных | нет данных          |                               |

#### Формула «Юниор»
- Дистанция гонки: 16 кругов (52,8 км)
- Быстрейший круг: Василий Ревякин, Дмитрий Банников (2 мин 10 с = 91,38 км/ч)
- Стартовали: 6 гонщиков
- Финишировали: 3 гонщика

| Место | Гонщик               | Город     | Автомобиль  | Двигатель   | Спортивное общество | Результат                |
| ----- | -------------------- | --------- | ----------- | ----------- | ------------------- | ------------------------ |
| 1     | Дмитрий Банников     | Минск     | АСК         | Москвич-407 | Красное Знамя       | 36 мин 13 с = 87,47 км/ч |
| 2     | Аким Симкин          | Ленинград | ГА-500      | ИМЗ-М77     | Советская Армия     |                          |
| 3     | Георгий Шаронов      | Ленинград | Ленинградка | Москвич-407 | Спартак             |                          |
| НФ    | Александр Саломатов  | Харьков   | С-1         | Москвич-407 | Трудовые резервы    | 15 кругов                |
| НФ    | Василий Ревякин      | Москва    | Юниор-АБМО  | Москвич-407 | Советская Армия     | 14 кругов (колесо)       |
| НФ    | Вячеслав Косенков    | Ленинград | КВН-1300Г   | Москвич-407 | Спартак             | 1 круг (двигатель)       |
| НС    | Александр Красовский | Минск     | АСК         | Москвич-407 | Красное Знамя       | авария на тренировке     |

#### Группа А
- Дистанция гонки: 31 круг (102,3 км)
- Быстрейший круг: Александр Суховей (2 мин 00 с = 99,00 км/ч)
- Стартовали: 10 гонщиков
- Финишировали: 9 гонщиков

| Место | Гонщик            | Город      | Автомобиль | Двигатель  | Спортивное общество | Результат                    |
| ----- | ----------------- | ---------- | ---------- | ---------- | ------------------- | ---------------------------- |
| 1     | Александр Суховей | Ленинград  | КВН-2500С  | ГАЗ-21     | Спартак             | 1 ч 04 мин 57 с = 94,50 км/ч |
| 2     | Шота Мамрикишвили | Тбилиси    | АСК        | ГАЗ-21     | ДОСААФ              |                              |
| 3     | Борис Курбатов    | Москва     | ЗИЛ-112/5  | ЗИЛ-111    | Труд                |                              |
| 4     | нет данных        | нет данных | нет данных | нет данных | нет данных          |                              |
| 5     | Юрий Сидоров      | Москва     | АСК        | ГАЗ-12     | Спартак             |                              |
| 6—10  | нет данных        | нет данных | нет данных | нет данных | нет данных          |                              |

### 29 августа

#### Формула 3
- Дистанция гонки: 16 кругов (52,8 км)
- Быстрейший круг: Георгий Сургучев (2 мин 00 с = 99,00 км/ч)
- Стартовали: 11 гонщиков
- Финишировали: 5 гонщиков

| Место           | Гонщик            | Город      | Автомобиль | Спортивное общество | Результат       |                          |
| --------------- | ----------------- | ---------- | ---------- | ------------------- | --------------- | ------------------------ |
| 1               | Георгий Сургучев  | Москва     | НАМИ-041М  | ИМЗ-М52С            | Труд            | 34 мин 26 с = 92,00 км/ч |
| 2               | Дмитрий Борисов   | Москва     | Звезда-500 | ИМЗ-М52С            | Советская Армия |                          |
| 3               | Евгений Сушинский | Ленинград  | ГА-500     | ИМЗ-М52С            | Советская Армия |                          |
| 4               | нет данных        | нет данных | нет данных | нет данных          | нет данных      | нет данных               |
| 5               | Виктор Лапин      | Москва     | АСК        | ДОСААФ              |                 |                          |
| Не финишировали |                   |            |            |                     |                 |                          |
|                 | Эгон Мэсила       | Таллин     | Эстония-1  | ИМЗ-М52С            | Калев           | 15 кругов (двигатель)    |
|                 | Энн Гриффель      | Таллин     | Эстония-3  | ИМЗ-М52С            | Калев           |                          |
|                 | Антс Сейлер       | Таллин     | Эстония-2  | ИМЗ-М52С            | Калев           |                          |

#### Формула 1. Большой приз Ленинграда
- Дистанция гонки: 16 кругов (52,8 км)
- Быстрейший круг: Валерий Шахвердов, Михаил Ковалёв (1 мин 50 с = 108,00 км/ч)
- Стартовали: 9 гонщиков
- Финишировали: 9 гонщиков
- Все автомобили оснащены двигателями ГАЗ-21.

| Место | Гонщик            | Город      | Автомобиль    | Спортивное общество | Результат                 |
| ----- | ----------------- | ---------- | ------------- | ------------------- | ------------------------- |
| 1     | Валерий Шахвердов | Ленинград  | ГА-22         | Советская Армия     | 29 мин 46 с = 106,43 км/ч |
| 2     | Михаил Ковалёв    | Ленинград  | ГА-22         | Советская Армия     |                           |
| 3     | Юрий Гаевский     | Ленинград  | ГМ-20         | Советская Армия     |                           |
| 4     | нет данных        | нет данных | нет данных    | нет данных          | нет данных                |
| 5     | Алексей Кузнецов  | Москва     | АСК           | Советская Армия     |                           |
| 6     | нет данных        | нет данных | нет данных    | нет данных          | нет данных                |
| 7     | Людвиг Кырге      | Таллин     | Старый Тоомас | ДОСААФ              |                           |
| 8     | Шота Зардиашвили  | Тбилиси    | ГМ-20         | ДОССАФ              |                           |

По итогам первого этапа победу среди коллективов физкультуры одержала команда 1-го таксомоторного парка Ленинграда (А. Суховей, Н. Сорочинский, В. Марейкин) — 23 очка.
В командном зачёте по группе спортивных обществ и ведомств победили гонщики Советской Армии (33 очков), второе место — общество «Спартак» (В. Птушкин, А. Суховей, В. Марейкин, Н. Сорочинский, В. Косенков, Ю. Шаронов) — 29 очков, третье место — общество «Труд».

## 2 этап
Иру-Люкати-Клоостриметса (Таллин). Длина круга: 8,566 км

### 10 сентября

#### Группа В
- Дистанция гонки: 24 круга (205,584 км)
- Быстрейший круг: Вадим Виноградов (4 мин 52 с = 105,61 км/ч)
- Стартовали: 15 гонщиков
- Финишировали: 6 гонщиков
- Все автомобили — собственной конструкции

| Место      | Гонщик               | Город      | Двигатель  | Спортивное общество | Результат                       |
| ---------- | -------------------- | ---------- | ---------- | ------------------- | ------------------------------- |
| 1          | Вадим Виноградов     | Москва     | ГАЗ-21     | Спартак             | 2 ч 01 мин 35,6 с = 101,45 км/ч |
| 2          | Владимир Птушкин     | Москва     | ГАЗ-20     | Спартак             |                                 |
| 3          | Юрий Андреев         | Москва     | ГАЗ-20     | Спартак             |                                 |
| 4          | Константин Черкашин  | Тбилиси    | ГАЗ-20     | ДОСААФ              |                                 |
| 5          | нет данных           | нет данных | нет данных | нет данных          | нет данных                      |
| 6          | Отари Гарсеванишвили | Тбилиси    | ГАЗ-20     | ДОСААФ              |                                 |
| нет данных |                      |            |            |                     |                                 |
| НФ         | Евгений Парфенов     | Москва     | ГАЗ-20     | Спартак             |                                 |

#### Формула 3
- Дистанция гонки: 12 кругов (102,792 км)
- Быстрейший круг: Энн Гриффель (4 мин 47 с = 107,45 км/ч)
- Стартовали: 12 гонщиков
- Финишировали: 8 гонщиков

| Место | Гонщик           | Город      | Автомобиль | Спортивное общество | Результат       |                                 |
| ----- | ---------------- | ---------- | ---------- | ------------------- | --------------- | ------------------------------- |
| 1     | Энн Гриффель     | Таллин     | Эстония-3  | ИМЗ-М52С            | Калев           | 1 ч 00 мин 15,0 с = 102,37 км/ч |
| 2     | Эгон Мэсила      | Таллин     | Эстония-1  | ИМЗ-М52С            | Калев           | +1 мин 34,0 с                   |
| 3     | Виктор Лапин     | Москва     | АСК        | ИМЗ-М52С            | ДОСААФ          | +3 мин 09,2 с                   |
| 4     | Дмитрий Борисов  | Москва     | Звезда-500 | ИМЗ-М52С            | Советская Армия | +3 мин 23,2 с                   |
| 5     | Георгий Сургучев | Москва     | НАМИ-041М  | ИМЗ-М52С            | Труд            |                                 |
| 6—12  | нет данных       | нет данных | нет данных | нет данных          | нет данных      |                                 |

### 11 сентября

#### Формула «Юниор»
- Дистанция гонки: 12 кругов (102,792 км)
- Быстрейший круг: Василий Ревякин (4 мин 51 с = 105,97 км/ч)
- Стартовали: 4 гонщика
- Финишировали: 3 гонщика
- Все автомобили оснащены двигателями Москвич-407

| Место | Гонщик            | Город     | Автомобиль  | Спортивное общество | Результат                   |
| ----- | ----------------- | --------- | ----------- | ------------------- | --------------------------- |
| 1     | Вячеслав Косенков | Ленинград | КВН-1300Г   | Спартак             | 59 мин 00,8 с = 104,52 км/ч |
| 2     | Василий Ревякин   | Москва    | Юниор-АБМО  | Советская Армия     | +38,8 с                     |
| 3     | Георгий Шаронов   | Ленинград | Ленинградка | Спартак             | +4 мин 18,0 с               |
| НФ    | Дмитрий Банников  | Минск     | АСК         | Красное Знамя       | 11 кругов (двигатель)       |

#### Группа Г
- Дистанция гонки: 24 круга (205,584 км)
- Быстрейший круг: Карл Галыгин (4 мин 47 с = 107,45 км/ч)
- Стартовали: 9 гонщиков
- Финишировали: 8 гонщиков

| Место | Гонщик            | Город      | Автомобиль  | Двигатель   | Спортивное общество | Результат                      |
| ----- | ----------------- | ---------- | ----------- | ----------- | ------------------- | ------------------------------ |
| 1     | Юрий Чвиров       | Москва     | Москвич-407 | Москвич-407 | Труд                | 2 ч 03 мин 24,2 с = 99,96 км/ч |
| 2     | Евгений Веретов   | Москва     | Москвич-407 | Москвич-407 | Труд                | +6,0 с                         |
| 3     | Николай Апполонов | Москва     | Москвич-407 | Москвич-407 | Труд                | +22,0 с                        |
| 4     | Борис Боришанский | Мытищи     | Москвич-407 | Москвич-407 | ДОСААФ              | +3 мин 44,6 с                  |
| 5     | Виктор Галкин     | Мытищи     | Москвич-407 | Москвич-407 | ДОСААФ              | +4 мин 35,6 с                  |
| 6     | нет данных        | нет данных | нет данных  | нет данных  | нет данных          |                                |
| 7     | Карл Галыгин      | Москва     | Москвич-СА  | Москвич-407 | Советская Армия     |                                |
| 8—9   | нет данных        | нет данных | нет данных  | нет данных  | нет данных          |                                |

#### Группа А
- Дистанция гонки: 24 круга (205,584 км)
- Быстрейший круг: Борис Курбатов (4 мин 49 с = 106,70 км/ч)
- Стартовали: 9 гонщиков
- Финишировали: 7 гонщиков

| Место | Гонщик            | Город      | Автомобиль | Двигатель  | Спортивное общество | Результат                       |
| ----- | ----------------- | ---------- | ---------- | ---------- | ------------------- | ------------------------------- |
| 1     | Борис Курбатов    | Москва     | ЗИЛ-112/5  | ЗИЛ-111    | Труд                | 1 ч 58 мин 14,8 с = 104,32 км/ч |
| 2     | Шота Мамрикишвили | Тбилиси    | АСК        | ГАЗ-21     | ДОСААФ              | +16,0 с                         |
| 3     | Александр Суховей | Ленинград  | КВН-2500С  | ГАЗ-21     | Спартак             | +3 мин 23,4 с                   |
| 7—9   | нет данных        | нет данных | нет данных | нет данных | нет данных          |                                 |

#### Группа Б
- Дистанция гонки: 24 круга (205,584 км)
- Быстрейший круг: Виктор Марейкин, Николай Сорочинский (4 мин 43 с = 108,97 км/ч)
- Стартовали: 6 гонщиков
- Финишировали: 6 гонщиков

| Место | Гонщик              | Город      | Автомобиль | Двигатель  | Спортивное общество | Результат                       |
| ----- | ------------------- | ---------- | ---------- | ---------- | ------------------- | ------------------------------- |
| 1     | Николай Сорочинский | Ленинград  | КВН-2500С  | ГАЗ-21     | Спартак             | 1 ч 56 мин 27,2 с = 105,93 км/ч |
| 2     | Виктор Марейкин     | Ленинград  | КВН-2500С  | ГАЗ-21     | Спартак             | +5,4 с                          |
| 3     | Антон Соболев       | Ленинград  | АСК        | ГАЗ-21     | Спартак             | +2 мин 47,8 с                   |
| 4—6   | нет данных          | нет данных | нет данных | нет данных | нет данных          |                                 |

#### Формула 1
- Дистанция гонки: 12 кругов (102,792 км)
- Быстрейший круг: Людвиг Кырге (4 мин 20 с = 118,61 км/ч)
- Стартовали: 9 гонщиков
- Финишировали: 9 гонщиков

| Место | Гонщик            | Город      | Автомобиль    | Двигатель  | Спортивное общество | Результат                   |
| ----- | ----------------- | ---------- | ------------- | ---------- | ------------------- | --------------------------- |
| 1     | Людвиг Кырге      | Таллин     | Старый Тоомас | ГАЗ-21     | ДОСААФ              | 53 мин 20,8 с = 115,62 км/ч |
| 2     | Михаил Ковалёв    | Ленинград  | ГА-22         | ГАЗ-21     | Советская Армия     | +4,6 с                      |
| 3     | Валерий Шахвердов | Ленинград  | ГА-22         | ГАЗ-21     | Советская Армия     | +35,6 с                     |
| 4     | Юрий Гаевский     | Ленинград  | ГМ-20         | ГАЗ-21     | Советская Армия     | +44,6 с                     |
| 5     | Юрий Протасов     | Ленинград  | ГМ-20         | ГАЗ-21     | Советская Армия     | +1 мин 22,6 с               |
| 6—8   | нет данных        | нет данных | нет данных    | нет данных | нет данных          |                             |
| 9     | Алексей Кузнецов  | Москва     | АСК           | ГАЗ-21     | Советская Армия     |                             |

## Итоги

### Формула 1
| Место | Гонщик            | Город     | Автомобиль    | Двигатель | Спортивное общество | Очки |
| ----- | ----------------- | --------- | ------------- | --------- | ------------------- | ---- |
| 1     | Валерий Шахвердов | Ленинград | ГА-22         | ГАЗ-21    | Советская Армия     | 14   |
| 2     | Михаил Ковалёв    | Ленинград | ГА-22         | ГАЗ-21    | Советская Армия     | 13   |
| 3     | Людвиг Кырге      | Таллин    | Старый Тоомас | ГАЗ-21    | ДОСААФ              | 10   |
| 4     | Юрий Гаевский     | Ленинград | ГМ-20         | ГАЗ-21    | Советская Армия     | 9    |

### Формула «Юниор»
| Место | Гонщик            | Город     | Автомобиль  | Двигатель   | Спортивное общество | Очки |
| ----- | ----------------- | --------- | ----------- | ----------- | ------------------- | ---- |
| 1     | Георгий Шаронов   | Ленинград | Ленинградка | Москвич-407 | Спартак             | 10   |
| 2     | Дмитрий Банников  | Минск     | АСК         | Москвич-407 | Красное Знамя       | 9    |
| 3     | Вячеслав Косенков | Ленинград | КВН-1300Г   | Москвич-407 | Спартак             | 8    |
| 4     | Василий Ревякин   | Москва    | Юниор-АБМО  | Москвич-407 | Советская Армия     | 8    |
| 5     | Аким Симкин       | Ленинград | ГА-500      | ИМЗ-М77     | Советская Армия     | 6    |

### Формула 3
| Место | Гонщик            | Город     | Автомобиль | Двигатель | Спортивное общество | Очки |
| ----- | ----------------- | --------- | ---------- | --------- | ------------------- | ---- |
| 1     | Георгий Сургучев  | Москва    | НАМИ-041М  | ИМЗ-М52С  | Труд                | 12   |
| 2     | Дмитрий Борисов   | Москва    | Звезда-500 | ИМЗ-М52С  | Советская Армия     | 10   |
| 3     | Энн Гриффель      | Таллин    | Эстония-3  | ИМЗ-М52С  | Калев               | 9    |
| 4     | Виктор Лапин      | Москва    | АСК        | ИМЗ-М52С  | ДОСААФ              | 8    |
| 5     | Евгений Сушинский | Ленинград | ГА-500     | ИМЗ-М52С  | Советская Армия     | 7    |
| 6     | Эгон Мэсила       | Таллин    | Эстония-1  | ИМЗ-М52С  | Калев               | 6    |

### Группа А
| Место | Гонщик            | Город     | Автомобиль | Двигатель | Спортивное общество | Очки |
| ----- | ----------------- | --------- | ---------- | --------- | ------------------- | ---- |
| 1     | Борис Курбатов    | Москва    | ЗИЛ-112/5  | ЗИЛ-111   | Труд                | 14   |
| 2     | Александр Суховей | Ленинград | КВН-2500С  | ГАЗ-21    | Спартак             | 14   |
| 3     | Шота Мамрикишвили | Тбилиси   | АСК        | ГАЗ-21    | ДОСААФ              | 12   |

### Группа Б
| Место | Гонщик              | Город     | Автомобиль | Двигатель | Спортивное общество | Очки |
| ----- | ------------------- | --------- | ---------- | --------- | ------------------- | ---- |
| 1     | Виктор Марейкин     | Ленинград | КВН-2500С  | ГАЗ-21    | Спартак             | 16   |
| 1     | Николай Сорочинский | Ленинград | КВН-2500С  | ГАЗ-21    | Спартак             | 14   |
| 3     | Антон Соболев       | Ленинград | АСК        | ГАЗ-21    | Спартак             | 11   |

### Группа В
| Место | Гонщик               | Город      | Двигатель  | Спортивное общество | Очки       |
| ----- | -------------------- | ---------- | ---------- | ------------------- | ---------- |
| 1     | Вадим Виноградов     | Москва     | ГАЗ-21     | Спартак             | 11         |
| 2     | Отари Гарсеванишвили | Тбилиси    | ГАЗ-20     | ДОСААФ              | 10         |
| 3     | Владимир Птушкин     | Москва     | ГАЗ-20     | Спартак             | 7          |
| 4     | нет данных           | нет данных | нет данных | нет данных          | нет данных |
| 5     | Аштам Оганезов       | Тбилиси    | ГАЗ-20     | ДОСААФ              | 6          |
| 6     | Юрий Андреев         | Москва     | ГАЗ-20     | Спартак             | 5          |
| 7     | Евгений Парфенов     | Москва     | ГАЗ-20     | Спартак             | 5          |

### Группа Г
| Место | Гонщик            | Город      | Автомобиль  | Двигатель   | Спортивное общество | Очки |
| ----- | ----------------- | ---------- | ----------- | ----------- | ------------------- | ---- |
| 1     | Евгений Веретов   | Москва     | Москвич-407 | Москвич-407 | Труд                | 12   |
| 2     | Николай Апполонов | Москва     | Москвич-407 | Москвич-407 | Труд                | 10   |
| 3     | Карл Галыгин      | Москва     | Москвич-СА  | Москвич-407 | Советская Армия     | 10   |
| 4     | Юрий Чвиров       | Москва     | Москвич-407 | Москвич-407 | Труд                | 8    |
| 5     | нет данных        | нет данных | нет данных  | нет данных  | нет данных          |      |
| 6     | Виктор Галкин     | Мытищи     | Москвич-407 | Москвич-407 | ДОСААФ              | 7    |